# مثبطات استرداد الدوبامين

التركيب الكيميائي

مثبط إعادة التقاط الدوبامين هو صنف دوائي يعمل مثبطًا لإعادة التقاط الناقل العصبي أحادي الأمين الذي يُدعَى بالدوبامين من خلال حجب عمل ناقل الدوبامين. يتحقق تثبيط إعادة الالتقاط عندما يجري حجب امتصاص الدوبامين خارج الخلوي وغير المُمتَص من قبل العصبون بعد المشبك من عودة دخول العصبون قبل المشبك. يؤدي ذلك إلى ارتفاع التراكيز خارج الخلوية للدوبامين، وزيادة النقل العصبي الدوباميني.
تُستخدَم مثبطات إعادة التقاط الدوبامين في علاج اضطراب نقص الانتباه مع فرط النشاط والنوم القهري وذلك لتأثيراتها النفسية المنشطة، وفي علاج البدانة واضطراب نهم الطعام وذلك لتأثيراتها المُفقِدة للشهية. تُستخدَم أحيانًا بوصفها مضادات اكتئاب في علاج اضطرابات المزاج، لكن استخدامها كمضادات اكتئاب يكون محدودًا باعتبار أن لها احتمال إساءة استخدامها مرتفع، وهناك قيود قانونية على استخدامها. رُبِط نقص إعادة التقاط الدوبامين وزيادة مستوياته خارج الخلوية بزيادة العرضة لحدوث السلوك الإدماني نظرًا لزيادة النقل العصبي الدوباميني. تُعتبَر السبل الدوبامينية مراكز مكافئة قوية. الكثير من مثبطات إعادة التقاط الدوبامين مثل الكوكايين هي أدوية يُساء استخدامها بسبب تأثيرات المكافئة الناتجة عن ارتفاع تراكيز الدوبامين المشبكية في الدماغ.

## المجتمع والثقافة

### تاريخ الاستخدام
حتى خمسينيات القرن العشرين، كان يُعتقَد أن الدوبامين فقط يساهم في الاصطناع الحيوي للنورإبينفرين والإبينفرين. بقي احتمال وجود دور حيوي للدوبامين عدا عن كونه يساهم في اصطناع الكاتيكولامينات مستبعدًا حتى اكتشِف وجود الدوبامين في الدماغ بمستويات مماثلة للنورإبينفرين.

### الاستخدامات الدوائية العلاجية
صودق على استخدام الدواء المُعزِّز لليقظة الذي يُدعَى بالمودافينيل ومشابتهاته (على سبيل المثال، أدرافينيل، وأرمودافينيل) لعلاج النوم القهري واضطراب النوم الناتج عن العمل بنظام الورديات. تعمل هذه الأدوية كمثبطات إعادة التقاط دوبامين ضعيفة، لكن هذا التأثير لا يتلازم مع التأثيرات المُعزِّزة لليقظة ما يشير إلى أن هذا أضعف من أن يكون له أهمية سريرية. الخلاصة أن هذه الأدوية تعزز اليقظة من خلال بعض الآليات الأخرى.
اكتشِف أن مثبطات إعادة التقاط الدوبامين أدوية مضادة للإدمان محتملة بسبب قدرتها على استبدال تأثيرات المكافئة الناتجة عن أدوية أخرى. استخدِمت مثبطات إعادة التقاط الدوبامين بنجاح في إعاضة النيكوتين في حالات إدمان التدخين، واستبدال الميثادون في حالات إدمان الهيرويين. اكتشِف أن مثبطات إعادة التقاط الدوبامين تفيد في علاج إدمان الكوكايين، وتبيّن أنها تخفف التوق له وأخذه ذاتيًا.
تبين أن مثبطات إعادة التقاط أحادي الأمين بما فيها مثبطات إعادة التقاط الدوبامين تكون فعالة في علاج التناول المفرط للطعام وضبط الشهية لدى البدناء. سُحِبت أو أُوقِفت معظم الأدوية التي جرى التسويق لها من أجل هذه الغاية بسبب تأثيراتها الجانبية السلبية مثل زيادة ضغط الدم، بالإضافة إلى احتمال إساءة الاستخدام المرتفع.